# 美國陸軍招募司令部
美國陸軍招募司令部（英語：United States Army Recruiting Command）是美國陸軍的主要司令部，負責人員招募事務。擁有七個招募旅和一個外伸旅。

## 單位
- 第1招募旅
- 第2招募旅
- 第3招募旅
- 第4招募旅
- 第5招募旅
- 第6招募旅
- 醫療招募旅[2]
- 營銷與參與旅[3]

每個旅在其轄區內指揮約有8個招募營，總共44個營。每個營指揮其區域內的招募連，醫療招募旅由5個醫療招募營和特種作戰招募營組成。營銷和參與旅負責監督美國陸軍降落傘隊、美國陸軍射擊隊、任務支援營。